# NC.A
Im Soeun (hangeul: 임소은; née le 7 octobre 1996), mieux connue par son nom de scène NC.A (hangeul: 앤씨아, New Creative Artist), est une chanteuse sud-coréenne. Elle a débuté en août 2013 avec "My Student Teacher".

## Biographie
NC.A est née le 7 octobre 1996.
Elle est allée à l'Osan Middle School ainsi qu'à l'Hanlim Multi Art School, d'où elle a été diplômée en février 2015.
Elle a commencé à aller à une académie de musique lorsqu'elle était au collège. Elle y a performé et quelqu'un l'a filmée et a mis la performance sur Internet. La vidéo a terminé dans les mains de Chae Jong-ju, le CEO de JJHolic Media qui l'a plus tard appelée pour passer une audition. Après celle-ci, elle est devenue stagiaire chez eux.
En 2012, elle a fait la première partie du concert du groupe Yurisangja, signé sous le même label qu'elle.

### 2013: Débuts avec "My Student Teacher", "Oh My God"
Le 11 août 2013, NC.A sort son premier single digital intitulé "My Student Teacher". La chanson, dont les paroles sont à propos de la vie lycéenne, a été composée par Park Seung-hwa de Yurisangja, écrite par Lee Ji-won et éditée par Seo Jung-jin.
Elle a joué le rôle d'une lycéenne dans le drama de tvN Reply 1994. Le directeur Shin Won-ho a vu une photo d'elle à ses prédébuts et l'a demandé pour passer une audition pour le drama.
Le 15 novembre, elle a sorti son deuxième single nommé "Oh My God", et apparaît cette fois-ci dans le vidéoclip.

### 2014: "Hello Baby",Scent of NC.A, "Crazy You", "Hoo Hoo Hoo"
Le 21 mars 2014, NC.A sort son single digital "Hello Baby". Elle sort ensuite son premier mini-album le 9 avril. Aux côtés de Sungwon d'A-Prince, NC.A devient présentatrice de la nouvelle émission musicale Ranking Reformat diffusée du lundi au vendredi à minuit heure coréenne. La première émission a été diffusée le 7 avril. Lors de la même date, un teaser du vidéoclip "I'm Different" sort sur la chaîne YouTube officielle de NC.A. Le 9 avril, le vidéoclip de "I'm Different" sort.
Le 28 août, NC.A a posté sur Twitter un message annonçant la sortie d'un nouveau single le 2 septembre.
Le 2 septembre, NC.A sort le single digital "Crazy You" en featuring avec Sims de M.I.B, et sort le vidéoclip de la chanson le 20 septembre en tant que surprise pour ses fans.
Le 18 décembre, NC.A sort le vidéoclip de Hoo Hoo Hoo.

### Depuis 2015: "Coming Soon", "Cinderella Time", "Vanilla Shake", "Time To Be A Woman"

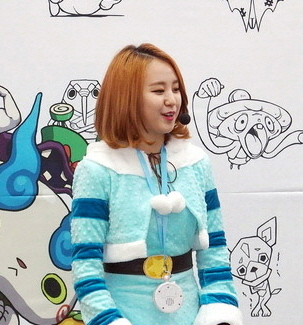
NC.A en 2015

Le 31 décembre, NC.A poste un teaser sur sa chaîne YouTube pour son nouveau single "Coming Soon", annonçant sa sortie pour le 5 janvier. Coming Soon est une chanson à propos d'une fille qui veut avouer ses sentiments au garçon qu'elle admire. Elle a interprété cette chanson lors du Music Bank de KBS le 2 janvier. La chanson et le vidéoclip sont sortis le 5 janvier. "Coming Soon" est la première tentative de rap de l'artiste.
Le 21 février, NC.A a annoncé qu'elle ferait son comeback avec une ballade en mars.
Le 25 mars, il a été annoncé via Facebook et Twitter que NC.A sortirait son nouveau single Cinderella Time le lendemain et des photos concept ont été publiées. Le single et son vidéoclip sont sortis le 26 mars. Dans le vidéoclip, nous pouvons voir Sungjae de BTOB et Dino de Halo,.
Le comeback de NC.A a été annoncé pour juillet. NC.A a posté sur son Facebook officiel des teasers pour Vanilla Shake, montrant ses cheveux courts. Elle a plus tard posté la date de sortie, qui se fera le 20 du mois.
Le 20 juillet, NC.A sort sa nouvelle chanson Vanilla Shake. Jeong Jae Yong et NS Yoon-G apparaissent dans le vidéoclip.
Elle a sorti la bande-son "Instinct" pour le drama The Law of the Jungle le 23 juillet.
NC.A a été castée pour le drama Three by Three avec Jei de Fiestar et Jiyul de Dal Shabet.
À travers le projet Makestar, NC.A a demandé à ses fans de financer son premier album studio, qui sortira en mai 2016.

## Discographie

### Albums studio
| Titre              | Détails sur l'album                                                                     | Meilleure position | Meilleure position | Meilleure position | Ventes |
| Titre              | Détails sur l'album                                                                     | COR                | JPN                | US World           | Ventes |
| ------------------ | --------------------------------------------------------------------------------------- | ------------------ | ------------------ | ------------------ | ------ |
| Time To Be A Woman | - Date de sortie: 28 octobre 2016 - Formats: CD, téléchargement - Label: JJ Holic Media |                    |                    |                    | - COR: |

### Extended plays
| Titre         | Détails sur l'album                                                                 | Meilleure position | Ventes       |
| Titre         | Détails sur l'album                                                                 | COR                | Ventes       |
| ------------- | ----------------------------------------------------------------------------------- | ------------------ | ------------ |
| Scent Of NC.A | - Date de sortie: 9 avril 2014 - Label: JJ Holic Media - Format: CD, téléchargement | 16                 | - COR: 1,230 |

### Bandes-son
| Titre                                      | Détails sur l'album                                                                        | Meilleure position | Ventes |
| Titre                                      | Détails sur l'album                                                                        | COR                | Ventes |
| ------------------------------------------ | ------------------------------------------------------------------------------------------ | ------------------ | ------ |
| Immortal Song: Summer Songs Special Part.2 | - Date de sortie: 12 juillet 2014 - Label: LOEN Entertainment - Format: CD, téléchargement |                    | - COR: |
| The Girl Who Can See Smells Pt. 8          | - Date de sortie: 7 mai 2015 - Label: LOEN Entertainment - Format: CD, téléchargement      |                    | - COR: |

### Singles

#### En tant qu'artiste principale
| Année                                                                                 | Titre                | Meilleure position | Ventes             | Album              |
| Année                                                                                 | Titre                | COR                | Ventes             | Album              |
| ------------------------------------------------------------------------------------- | -------------------- | ------------------ | ------------------ | ------------------ |
| 2013                                                                                  | "My Student Teacher" | 92                 | - COR (DL): 39,717 | Scent Of NC.A      |
| 2013                                                                                  | "Oh My God"          | 108                | - COR (DL): 36,297 | Scent Of NC.A      |
| 2014                                                                                  | "Hello Baby"         | 107                | - COR (DL): 36,735 | Scent Of NC.A      |
| 2014                                                                                  | "I'm Different"      | 81                 | - COR (DL): 47,053 | Scent Of NC.A      |
| 2014                                                                                  | "Crazy You"          | —                  | - COR (DL): —      | Time To Be A Woman |
| 2014                                                                                  | "Hoo Hoo Hoo"        | —                  | - COR (DL): —      | Time To Be A Woman |
| 2015                                                                                  | "Coming Soon"        | —                  | - COR (DL): 16,743 | Time To Be A Woman |
| 2015                                                                                  | "Cinderella Time"    | —                  | - COR (DL): —      | Time To Be A Woman |
| 2015                                                                                  | "Vanilla Shake"      | —                  | - COR (DL): 15,216 | Time To Be A Woman |
| 2016                                                                                  | "U in Me"            |                    | - COR (DL):        | Time To Be A Woman |
| 2016                                                                                  | "Next Station"       |                    | - COR (DL):        | Time To Be A Woman |
| "—" signifie que le morceau ne s'est pas classé ou n'est pas sorti dans cette région. |                      |                    |                    |                    |

#### Bandes-son
| Titre                                                                                 | Année | Meilleure position | Ventes | Drama                        |
| Titre                                                                                 | Année | COR                | Ventes | Drama                        |
| ------------------------------------------------------------------------------------- | ----- | ------------------ | ------ | ---------------------------- |
| "Only 5 Minutes More" (NC.A, Sangdo & Yano de Topp Dogg)                              | 2015  | —                  |        | The Girl Who Sees Smells OST |
| "Instinct"                                                                            | 2015  | —                  |        | Law of the Jungle OST        |
| "Even if a memorable day comes"                                                       | 2016  | 17                 | 94,679 | Reply 1988 OST               |
| "—" signifie que le morceau ne s'est pas classé ou n'est pas sorti dans cette région. |       |                    |        |                              |

#### En featuring
| Titre                                                                                 | Année | Meilleure position | Album                                      |
| Titre                                                                                 | Année | COR                | Album                                      |
| ------------------------------------------------------------------------------------- | ----- | ------------------ | ------------------------------------------ |
| "Clouds And I" (Lee SeeJun et NC.A)                                                   | 2014  | —                  | Immortal Song: Summer Songs Special Part.2 |
| "Words I Want To Tell You All Night" (1SAgain featuring NC.A)                         | 2015  | —                  | single ne figurant pas sur un album        |
| "Stars In The Night Sky 7" (Yang Jung Seung, NC.A & Goo Bon Seung)                    | 2015  | —                  | single ne figurant pas sur un album        |
| "How long time..." (Shinji et NC.A)                                                   | 2015  | —                  | single ne figurant pas sur un album        |
| "—" signifie que le morceau ne s'est pas classé ou n'est pas sorti dans cette région. |       |                    |                                            |

## Vidéographie

### Vidéoclips
| Année | Titre                             | Durée | Notes                                                                                     |
| ----- | --------------------------------- | ----- | ----------------------------------------------------------------------------------------- |
| 2013  | "My Student Teacher (Drama Ver.)" | 03:52 | Premier clip, Hyeri de Girl's Day apparaît dedans, réalisé par NAIVE Creative Productions |
| 2013  | "My Student Teacher (Lip Ver.)"   | 03:34 | réalisé par NAIVE Creative Productions                                                    |
| 2013  | "Oh My God"                       | 03:19 |                                                                                           |
| 2014  | "I'm Different"                   | 03:29 |                                                                                           |
| 2014  | "Crazy You"                       | 03:27 |                                                                                           |
| 2014  | "Hoo Hoo Hoo"                     | 00:56 |                                                                                           |
| 2015  | "Coming Soon"                     | 03:21 |                                                                                           |
| 2015  | "Cinderella Time"                 | 03:41 | avec Sungjae de BTOB et Dino de Halo                                                      |
| 2015  | "Vanilla Shake"                   | 03:32 | avec Jeong Jae Yong et NS Yoon-G                                                          |
| 2015  | "How Long Time..."                | 03:42 | avec Shinji                                                                               |
| 2016  | "Next Station"                    | 03:48 |                                                                                           |

### Apparitions dans des vidéoclips
| Année | Titre de la chanson | Artiste       |
| ----- | ------------------- | ------------- |
| 2014  | 치사치사치사        | Seo Young Eun |
| 2015  | Did You Eat?        | The Shorties  |

## Filmographie

### Émissions de variété
| Année | Chaîne      | Émission                        | Notes                                                                         |
| ----- | ----------- | ------------------------------- | ----------------------------------------------------------------------------- |
| 2013  | SBS         | Cultwo Show                     |                                                                               |
| 2014  | MBC Every 1 | Weekly Idol                     | A fait un caméo lors de l'épisode de Hyosung.                                 |
| 2014  | Arirang     | Pops in Seoul                   |                                                                               |
| 2014  | MBC         | Ailee's Vitamin                 | Invitée lors du premier épisode                                               |
| 2014  | KBS         | Happy Together 3                | Invitée, épisode 346                                                          |
| 2014  | Tooniverse  | Thunderstruck Stationary 2      | Émission pour enfants                                                         |
| 2014  | MBC Music   | NC.A in Fukuoka                 | 4 épisodes au total                                                           |
| 2015  | Arirang     | Arirang Radio                   |                                                                               |
| 2015  | SBS         | Star King                       |                                                                               |
| 2015  | KBS         | Hello Counselor                 |                                                                               |
| 2015  | Arirang     | Pops in Seoul                   |                                                                               |
| 2015  | KBS2        | Crisis Escape Number 1          |                                                                               |
| 2015  | MBC         | King of Mask Singer             | Invitée-juge                                                                  |
| 2015  | OGN         | OnGameNet From Start Till Clear | Invitée lors des épisodes 226, 231 et 232                                     |
| 2015  | JTBC        | Hidden Singer 4                 | Panéliste                                                                     |
| 2016  | MBC         | King of Mask Singer             | Participante sous le nom de "Don't Forget Me a Forget-me-not", épisodes 77-78 |

### Dramas
| Année | Chaîne     | Drama                      | Rôle                                     |
| ----- | ---------- | -------------------------- | ---------------------------------------- |
| 2013  | tvN        | Reply 1994                 | Élève/amie de Sooksookie (Yook Sung-jae) |
| 2014  | Tooniverse | Thunderstruck Stationery 2 | Elle-même                                |
| 2015  | Web drama  | Three by Three             | [à venir]                                |

### Programmes télévisés
- 2014: Ranking Reformat 8